# Via Clodia Nova
La via Clodia Nova o Clodia Secunda fu una strada romana che permetteva il passaggio dalla Toscana alla Lunigiana. Il suo percorso iniziava a Pisa si dirigeva a Lucca, risaliva il versante destro del fiume Auser (Serchio), attraversava la Garfagnana fino alla città di Piazza al Serchio, dopo Minucciano valicava il Passo di Tea (955 m) e giungeva a Fosdinovo per concludersi all'antica Luni con il suo porto sul mar Ligure.
La via Clodia Nova è da distinguersi dalla via Clodia, costruita nel 225 a.C., che collegava Roma a Rusellae in un percorso intermedio tra via Cassia e via Aurelia.

## Storia
Il territorio degli Appennini nord-occidentali e delle Alpi Apuane, nelle attuali provincie di Lucca, Massa-Carrara e Spezia fu abitato in età pre-romana dalla popolazione dei Liguri-Apuani.
I Romani, durante la loro espansione verso il Nord dell'Italia, si erano posizionati nella città etrusca di Pisa (circa 200 a.C.), consolidando la loro posizione con la viabilità consolare della Via Aurelia che collegava Roma a Pisa lungo la costa tirrenica. La viabilità lungo la costa si interrompeva tuttavia a causa di due componenti fondamentali: da una parte vi era un'ampia zona paludosa detta Fossae Papirianae tra Viareggio a Massa; dall'altra vi era la presenza dei bellicosi apuani, detti anche liguri montani o sengauni.
Nel 180 a.C. i romani elevarono le città di Lucca e Pisa a colonie e iniziarono le offensive verso i popoli che abitavano le montagne. Nel 155 a.C. il console romano Marco Claudio Marcello riuscì a vincere una serie di offensive contro gli apuani e iniziarono i lavori per la viabilità per allacciare l'alta Toscana alla Liguria e all'Emilia. Nel 177 a.C. alle foci del fiume Magra fu inoltre fondata la città di Luni e si rese necessario connettere il percorso della via Aurelia, rimasto interrotto a Pisa, con la nuova città portuale di Luni.

## Itinerario
La viabilità romana dell'Alta Toscana prevedeva una deviazione del percorso della via Aurelia dopo Pisa verso Lucca. La via passava per Corliano, Rigoli e Ripafratta (San Giuliano Terme) e proseguiva sul versante destro del fiume Auser (Serchio) incuneandosi nel Forum Clodii, (probabilmente il nome del territorio di Piazza al Serchio in Garfagnana) e piegava verso ovest da Minucciano, valicava il Passo di Tea (995 m) ed entrava in Lunigiana, passando per Fosdinovo, per giungere infine a Luni e il suo porto.
La fondazione di colonie come Lucca e Pisa (entrambe nel 180 a.C.) significava una distribuzione di fondi agricoli a coloni romani che s’insediavano nell’area conquistata. Sono infatti testimoni della viabilità della Clodia Nova molti toponimi che derivano da prediali, ovvero dai nomi degli antichi proprietari romani dei luoghi. Nel percorso sul versante destro del Serchio dopo Lucca troviamo ad esempio: Aquilea da Aquileius; Mozzano da Mutius; Gioviano, da Iovius, insieme a toponimi di origine miliare come Sesto di Moriano, Valdottavo e Diecimo, indicati rispettivamente sei, otto e dieci miglia romane da Lucca. La strada evitava sicuramente il greto del fiume Serchio, facilmente esondabile, e percorreva la valle a mezzacosta: da Sesto di Moriano, ad esempio, la via si dirigeva a Domazzano e scendeva poi a Valdottavo per seguire poi per Partigliano, Ansana (o Celle), Villa a Roggio, Dezza e infine Diecimo con un percorso di sette chilometri, equivalenti a quattro miglia romane.
Durante l'età di Giulio Cesare, Lucca fu scelta per l'incontro del primo triumvirato nel 56 a.C.. Giulio Cesare, per accelerare la conquista della Gallia, dette incarico al pretore Marco Emilio Scauro di costruire una "scorciatoia" che potesse collegare Pisa con Luni senza attraversare la Garfagnana e le montagne. Questa seguì un percorso collinare, sempre però con deviazione su Lucca, diventando quella che oggi è la strada provinciale Sarzanese, che collega Lucca a Camaiore (Campus Major) e con Massa (Tabernae Frigidae), proseguendo infine verso Sarzana sempre con percorso collinare.
La via Clodia Nova può considerarsi anche come la prosecuzione più occidentale della Via Cassia. Quest'ultima fu costruita dal II secolo a.C. per congiungere Roma a Firenze e successivamente prolungata verso Pistoia e Lucca da dove poteva connettersi alla via Aurelia passando appunto per la Via Clodia Nova. Per Cicerone nella XII Filippica la via Clodia Nova è in realtà un proseguimento della Via Cassia e aveva anche una diramazione verso Modena dal passo della Pradarena (secondo altri dalla Foce al Giovo). Solo nei secoli successivi fu utilizzato il nome di Clodia Nova o Secunda per distinguerla dalla omonima via nella Toscana meridionale. Da Luni proseguiva inoltre la viabilità consolare romana con la Via Aemilia Scauri, costruita dal 109 a.C.
La strada aveva diramazioni per Reggio Emilia, Gualtieri e Parma passando per il Passo del Lagastrello.

## Le fonti antiche

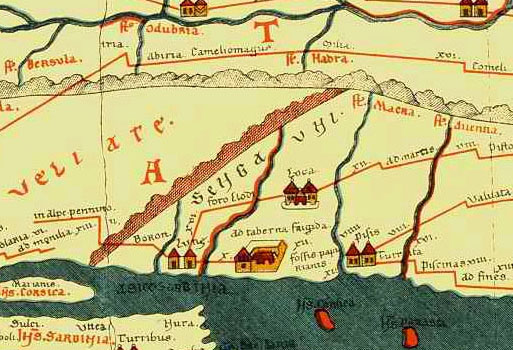
Tabula Peutingeriana: Pars IV - Segmentum IV; Rappresentazione delle zone Apuane con indicate le colonie di Pisa, Lucca, Luni ed il nome "Sengauni". Da notare che il tratto da Pisa a Luni non è collegato lungo la costa ma devia verso Lucca

Le fonti generalmente prese in considerazione per ricostruire l'itinerario della via Clodia Nova sono un passo dalla XII Filippica di Marco Tullio Cicerone, il percorso descritto nell'Antonini itinerarium e infine la Tabula Peutingeriana.

## Evoluzione
Dopo la fine del periodo romano la via Clodia Nova e il suo percorso in Garfagnana continuò ad essere utilizzata nel reticolo viario del periodo medievale diventando un ramo importante delle vie di pellegrinaggio e di collegamento terrestre. Il percorso della Via Clodia Nova divenne quella che è oggi chiamata Via del Volto Santo, un ramo delle vie Francigene o Romee che unirono nei secoli la Francia e l'Europa a Roma.